# Lago Lausitzer
El campo de lagos de Lusacia (en alemán: Lausitzer Seenland) es un área de los lagos artificiales situado al sureste de la ciudad de Berlín y al norte de la ciudad de Dresde, en el distrito rural de Spree-Neiße —junto a la frontera con Sajonia—, en el estado de Brandeburgo (Alemania).

## Origen
El lago se produjo al llenarse una mina a cielo abierto de lignito que existió durante la época de la Guerra Fría, pero que ya no era necesario con la reunificación alemana de 1991, y se llenó de agua.